# Студенникова, Клавдия Викторовна
Клавдия Владимировна Студенникова (укр. Клавдія Вікторівна Студеннікова, род. 14 ноября 1958, Киев) — советская пловчиха. Участница летних Олимпийских игр 1976 года.

## Биография
Клавдия Студенникова родилась 14 ноября 1958 года в Киеве.
Окончила Киевский государственный институт физической культуры.
В 1973—1978 годах выступала в соревнованиях по плаванию за киевское «Динамо». Десять раз выигрывала медали чемпионатов СССР: трижды была серебряным (1975—1977) и один раз бронзовым (1974) призёром на дистанции 100 метров на спине, пять раз выигрывала серебро на дистанции 200 метров на спине (1974—1978), один раз — в эстафете 4х100 метров комплексным плаванием (1974).
В 1974—1977 годах входила в состав сборной СССР. В 1976 году выиграла две золотых медали Кубка Европы на дистанции 100 метров на спине и в эстафете 4х100 метров комплексным плаванием.
В 1976 году вошла в состав сборной СССР на летних Олимпийских играх в Монреале. На дистанции 100 метров на спине пробилась в полуфинал и заняла 10-е место, показав результат 1 минута 5,73 секунды и уступив 0,5 секунды худшей из попавших в финал Надежде Ставко из СССР. На дистанции 200 метров на спине заняла 7-е место в финале с результатом 2.17,74, уступив 4,31 секунды выигравшей золото Ульрике Рихтер из ГДР.
В 1977 году завоевала две медали на летней Универсиаде в Софии — золото на 100-метровке на спине и серебро в эстафете 4х100 метров комплексным плаванием.
Мастер спорта СССР международного класса.
Впоследствии работала тренером по плаванию в московском спорткомплексе «Олимпийский».